# شکنجه پستان

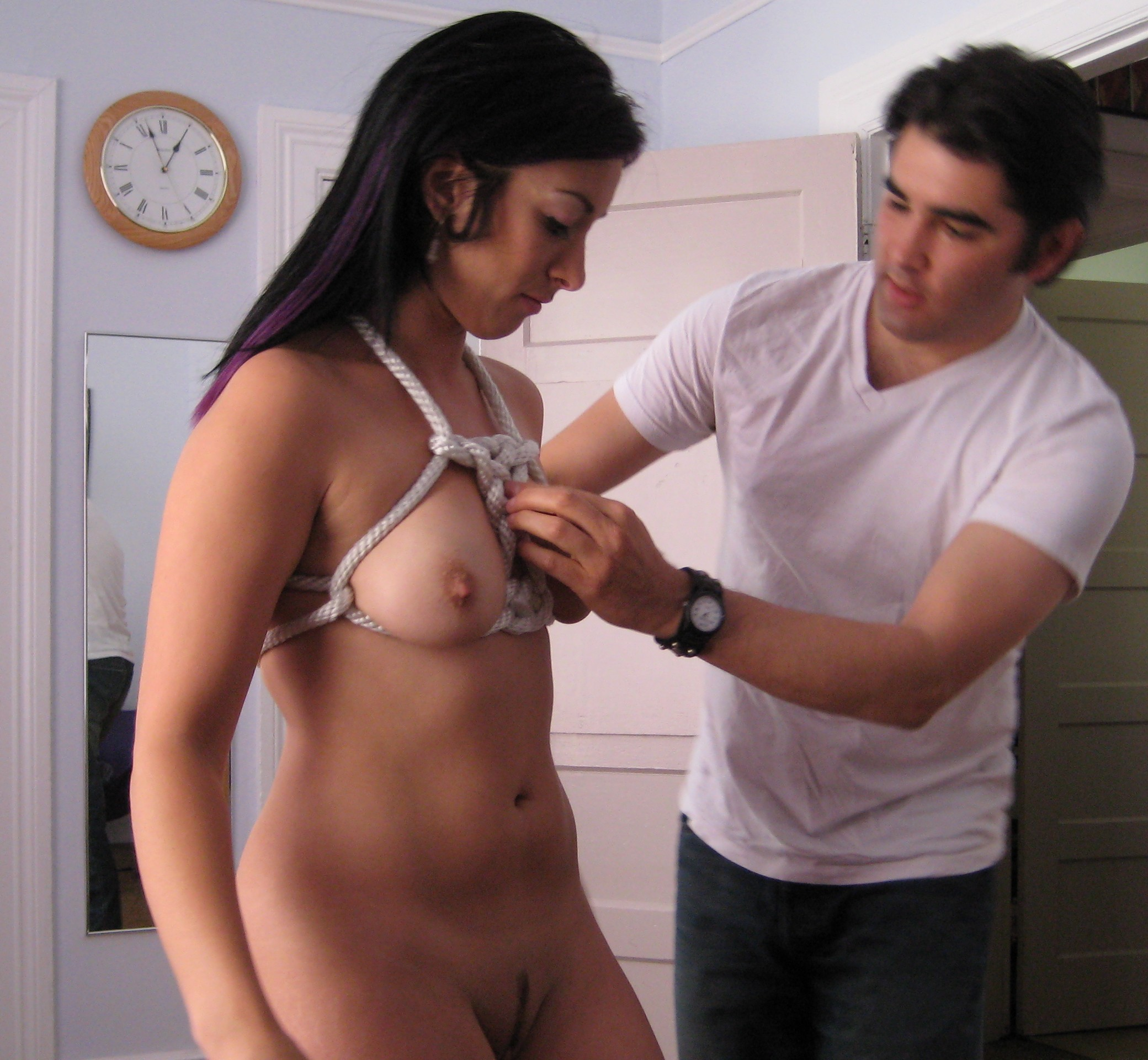
بستن پستان با طناب نوعی از شکنجه بی‌دی‌اس‌ام

شکنجه پستان (که به آن بازی پستان، شکنجه نوک پستان یا شکنجه سینه نیز گفته می‌شود) یکی از فعالیت‌های بی‌دی‌اس‌ام است که طی آن، تحریک جنسی از طریق وارد کردن عمدی درد فیزیکی یا فشردن به پستانها، هاله پستان یا نوک پستان‌ها در چارچوب سلطه‌گری و سلطه‌پذیری ارائه می‌شود. این فعالیت در میان جامعه کینک محبوبیت زیادی دارد.
افرادی که این فعالیت را دریافت می‌کنند ممکن است به دلیل سادومازوخیسم خواهان آن باشند، یا ممکن است به دلیل تمایل به رضایت یک فرد سلطه‌گر که سادیستیک است، در این فعالیت شرکت کنند. انگیزه افراد ممکن است همچنین ناشی از فتیش پستان باشد.
شکنجه پستان ملایم، مانند بازی ضربه‌ای سبک بر روی پستان‌ها، گاهی خارج از چارچوب بی‌دی‌اس‌ام نیز به منظور ایجاد تحریک و لذت در طی سکس متعارف مورد استفاده قرار می‌گیرد. پستان‌ها گاهی برای ارضای میل به تحقیر اروتیک مورد استفاده قرار می‌گیرند. ارجاعات بی‌رحمانه یا تحقیرآمیز به پستان‌ها می‌توانند تحقیر کلامی ایجاد کنند، در حالی که تحقیر فیزیکی از طریق تکنیک‌های نظم مانند تنبیه پستان امکان‌پذیر است.
فعالیت‌های کینک و بی‌دی‌اس‌ام هرگز به‌طور کامل بدون خطر نیستند، اما برخی از انواع شکنجه پستان مانند استفاده از گیره‌های لباس بر روی نوک پستان، شلاق‌زنی سبک و باندپیچی ساده پستان نسبتاً ایمن و کم‌خطر محسوب می‌شوند. در مقابل، برخی دیگر از انواع شکنجه پستان مانند چوب‌زنی شدید، سوراخ‌کاری غیرحرفه‌ای یا آویزان شدن توسط پستان‌ها به عنوان فعالیت‌های بازی مرزی در نظر گرفته می‌شوند که خطرات جدی به همراه دارند. از نظر آناتومیکی، پستان‌ها اجازه نمی‌دهند فرد به‌طور ایمن از طریق تکنیک‌های باندپیچی معلق توسط پستان‌هایش آویزان شود. تمامی انواع شکنجه پستان نیازمند اتخاذ تدابیر پیشگیرانه کافی برای جلوگیری از آسیب یا خونریزی هستند.

## روش‌ها
تکنیک‌های مختلفی برای شکنجه پستان وجود دارد که گاهی برای ایجاد تأثیر اروتیک بیشتر با هم ترکیب می‌شوند.

### شکنجه نوک پستان

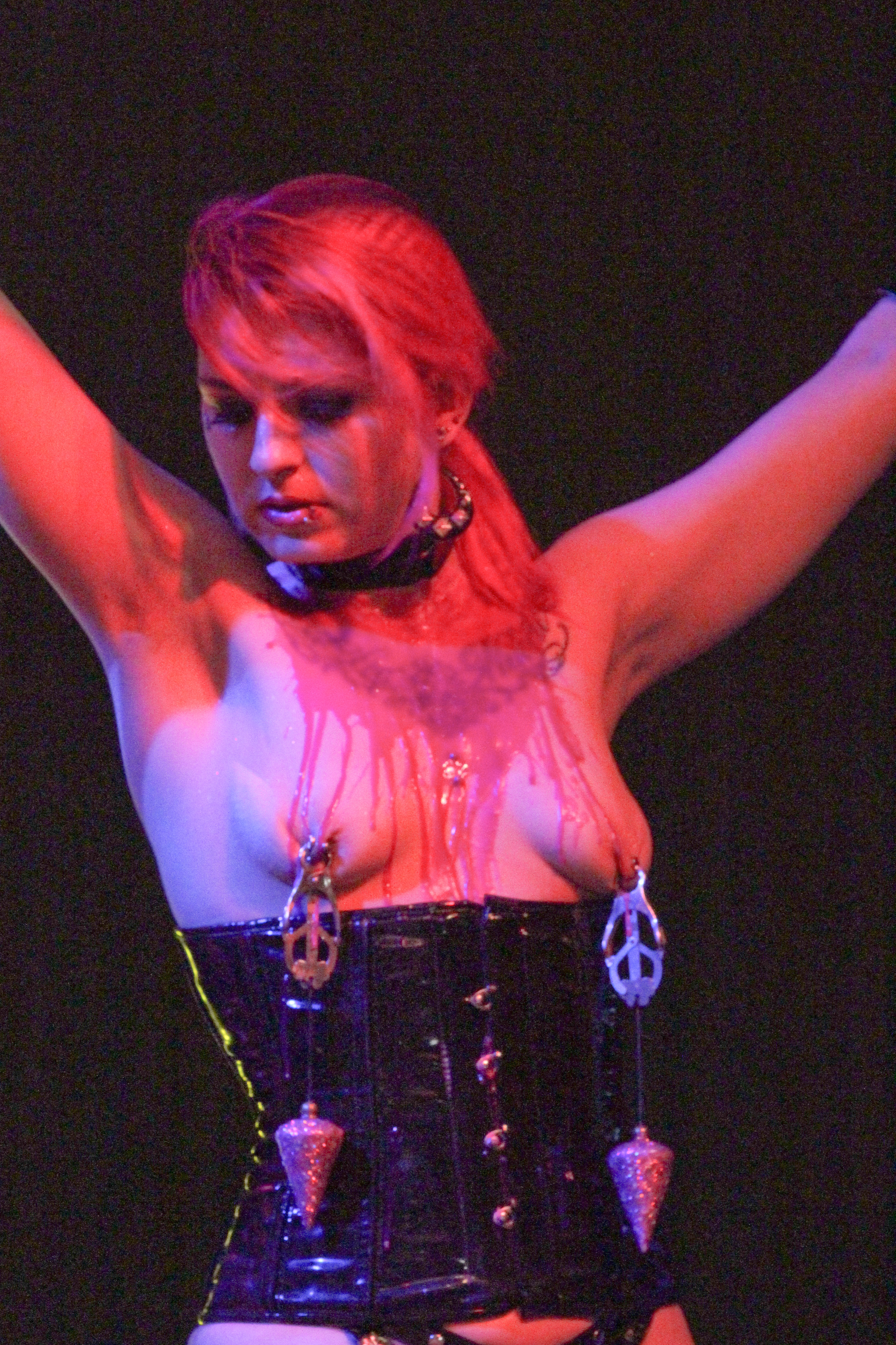
آویزان کردن وزنه‌ها از نوک پستان با استفاده از گیره نوک پستان همراه با شمع‌بازی در Wave-Gotik-Treffen، آلمان

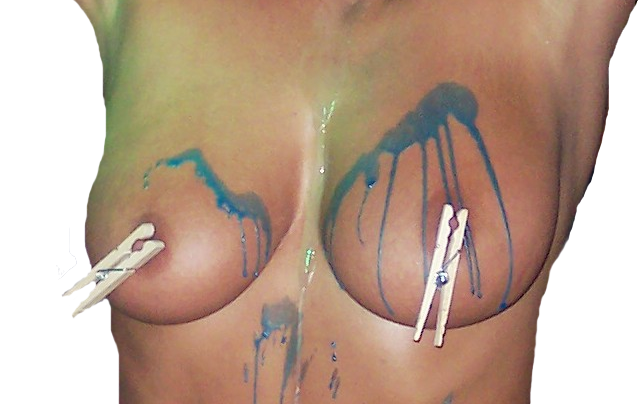
شکنجه پستان با استفاده از شمع‌بازی و ترکیب آن با گیره رخت روی نوک پستان‌ها

شکنجه نوک پستان، که به عنوان بازی نوک پستان در بی‌دی‌اس‌ام نیز شناخته می‌شود، شامل اعمال درد اروتیک بر روی نوک پستان‌ها است. این فعالیت یکی از عناصر محبوب شکنجه پستان است.
این تکنیک می‌تواند شامل گاز گرفتن، مکیدن، نیشگون گرفتن، لمس خشن یا مالیدن نوک پستان و هاله پستان باشد. افراد سلطه‌پذیری که این فعالیت را تجربه می‌کنند، اغلب از آن لذت می‌برند، حتی اگر دردناک باشد. برخی افراد نوک پستان‌های خود را از نظر حساسیت اروتیک بیش از اندام تناسلی خود می‌دانند. نوک پستان‌ها جزو نواحی شهوت‌خیز بدن محسوب می‌شوند و تحریک آن‌ها با تکنیک‌هایی مانند نیشگون گرفتن می‌تواند در برخی موارد منجر به ارگاسم شود.
در دهه ۱۹۷۰، یک مطالعه در مورد سادومازوخیسم و مجلات تماس با این مضمون و همچنین اعضای باشگاه‌های آلمان، شکنجه نوک پستان را به‌عنوان یکی از شش فعالیت محبوب شناسایی کرد. در ادبیات بی‌دی‌اس‌ام، گاهی از وسایل خانگی برای ایجاد حس نیشگون در نوک پستان‌های برجسته استفاده می‌شود. این وسایل شامل گیره‌های رخت، تله‌های موش، چوب‌رختی با گیره‌های یکپارچه، یا جفتی از چوب‌های غذاخوری با کش‌های بسته شده در هر دو انتها هستند. اگر نوک پستان‌ها به اندازه کافی برجسته باشند، می‌توان کش‌ها را مستقیماً دور آن‌ها بست.
دستگاه‌هایی نیز به صورت تجاری تولید شده‌اند که به‌طور خاص برای شکنجه نوک پستان طراحی شده‌اند، از جمله گیره نوک پستان که به‌عنوان نوعی اسباب‌بازی جنسی به فروش می‌رسد. بسیاری از انواع این گیره‌ها قابلیت تنظیم دارند و میزان درد تولیدشده بستگی به شدت فشاری دارد که اعمال می‌شود. این فشار باعث محدود شدن جریان خون می‌شود و هنگام برداشتن گیره‌ها، بازگشت جریان خون طبیعی می‌تواند باعث درد بیشتر شود.
گیره‌ها ممکن است دارای سطوح صاف، پوشش پلاستیکی یا لاستیکی یا لبه‌های دندانه‌دار باشند. گیره‌های دندانه‌دار درد بیشتری ایجاد می‌کنند، به‌ویژه زمانی که وزنه‌هایی از آن‌ها آویزان شوند که فشار یا حس کششی را بر اساس حرکت فرد افزایش می‌دهند.
برخی از گیره‌های نوک پستان با زنجیری متصل فروخته می‌شوند که به فرد سلطه‌گر امکان می‌دهد با کشیدن آن، تنش ایجاد کند. در موارد دیگر، گیره‌ها ممکن است به طناب‌ها، زنجیرها یا وسایل ثابت‌شده به دیوار متصل شوند.
پیچاندن نوک پستان می‌تواند حس دردناکی ایجاد کند و درد نوک پستان می‌تواند با پیچاندن گیره‌های نوک پستان افزایش یابد؛ عملی که نوک پستان را به داخل سینه فشار می‌دهد. دستگاهی به نام *Titty Twister* در بی‌دی‌اس‌ام برای ایجاد درد در سینه‌ها و به‌ویژه نوک پستان‌ها به همین روش استفاده می‌شود. این دستگاه در انواع مختلفی ساخته می‌شود، اما همگی دارای گیره‌هایی برای نوک پستان هستند که می‌توانند پس از نصب، چرخانده شوند و باعث پیچش نوک پستان و سینه شوند.
برخی خطرات سلامتی با شکنجه نوک پستان همراه هستند. گیره‌های نوک پستان که به‌درستی تنظیم نشده‌اند می‌توانند باعث ایجاد بریدگی‌های کوچک شوند. همچنین، بستن نوک پستان ممکن است به آسیب‌های جدی منجر شود، و پارگی پوست نوک پستان می‌تواند موجب ایجاد جای زخم شود. بازی مکرر و سنگین با نوک پستان که باعث زخم یا کبودی شود، می‌تواند منجر به ایجاد بافت اسکار داخلی و کاهش حساسیت گردد و در نتیجه به آسیب دائمی به اعصاب و بافت منجر شود.
در دوران بارداری، ممکن است نوک پستان‌ها به دلیل حساسیت زیاد برای استفاده از گیره‌ها مناسب نباشند. علاوه بر این، تحریک نوک پستان می‌تواند منجر به ترشح هورمون اکسی‌توسین شود که باعث انقباض رحم می‌گردد.